# الاتحاد الجمركي العربي

اتحاد جمركي في العالم

الاتحاد الجمركي العربي هو اتحاد جمركي أعلن عنه في جامعة الدول العربية لعام 2009 في مؤتمر القمة العربي للتنمية الاقتصادية والاجتماعية في الكويت من أجل تحقيق اتحاد جمركي بحلول عام 2015 وسوق عربية مشتركة بحلول عام 2020 وزيادة التجارة العربية البينية والاندماج.